# Actia autumnalis
Actia autumnalis là một loài ruồi trong họ Tachinidae.